# Pablo Lacoste
Pablo Martín Lacoste Icardi (Montevideo, Uruguay, 15 de enero de 1988) es un futbolista uruguayo. Juega de defensa y actualmente milita en el Club Atlético Cerro de la Primera División de Uruguay.

## Clubes
| Club                 | País    | Año             | Part. | Goles |
| -------------------- | ------- | --------------- | ----- | ----- |
| Racing de Montevideo | Uruguay | 2010 - 2015     | 65    | 1     |
| Flamurtari           | Albania | 2016            | 20    | 1     |
| Villa Teresa         | Uruguay | 2016            | 9     | 2     |
| Racing de Montevideo | Uruguay | 2017 - 2019     | 85    | 8     |
| Cerro                | Uruguay | 2020 - Presente | 4     | 0     |
| Total                |         |                 | 183   | 12    |